# Un millón de voces contra las FARC
Un millón de voces contra las FARC también llamada la marcha del 4 de febrero fueron varias movilizaciones cívicas en distintos lugares del mundo bajo el eslogan Colombia soy yo que sucedieron el 4 de febrero del 2008, en las que se protestó contra las acciones de las FARC. Estas movilizaciones surgieron en enero de 2008 desde la red social Facebook donde se creó un grupo de usuarios como reacción a la situación de los secuestrados evidenciada en las pruebas de supervivencia entregadas por el grupo guerrillero en diciembre de 2007 y al fracaso de la Operación Emmanuel. Este grupo de Facebook tuvo un crecimiento exponencial en las primeras semanas de 2008 dado que fue el único que para ese momento se refería a esos hechos generadores de fuertes sentimientos de rechazo en Colombia.
Ese fenómeno de internet se convirtió en el foco de atención de los medios de comunicación, que a su vez fueron los que convocaron la gran cantidad de participantes. Estas marchas hace parte de una serie de expresiones cívicas en torno a la causa de la paz en Colombia y en contra de delitos como el secuestro y otras formas de violencia que azotan el país.
Por el carácter novedoso del surgimiento del evento, algunos analistas políticos percibían que del mismo surgiría alguna clase de movimiento cívico también de largo aliento, con el paso de los meses esas percepciones fueron desmentidas.

## Desarrollo

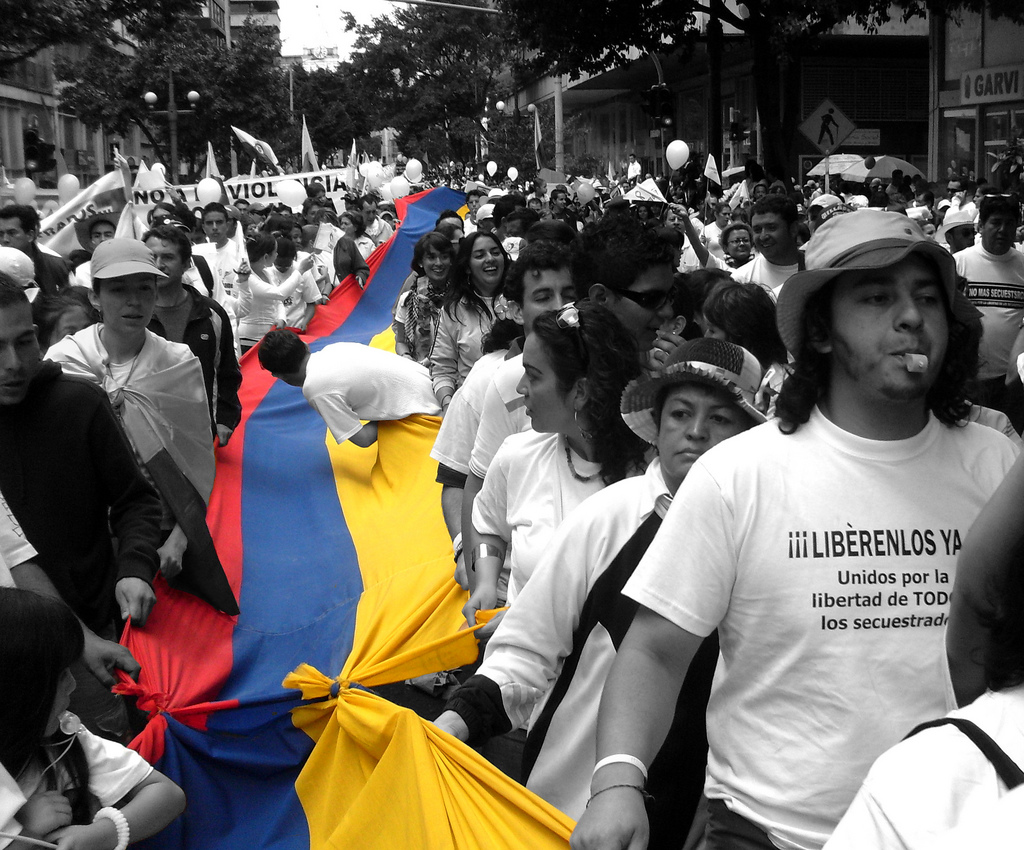
Manifestantes cargando una bandera de Colombia durante las marchas del 4 de febrero de 2008.

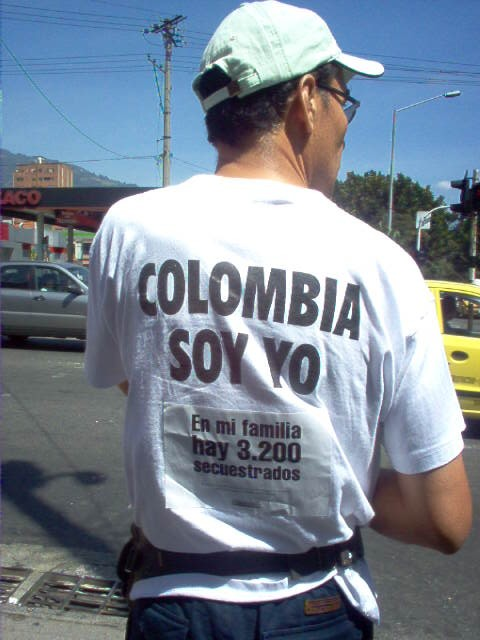
Colombia soy yo.

El 4 de febrero de 2008 se realizaron marchas de protesta, en las que participaron cerca de seis millones de personas en distintas ciudades de Colombia y el mundo. La convocatoria para estas marchas comenzó en Internet y se extendió a los medios de comunicación. La idea de hacer una marcha y la organización de la misma surgieron de en un grupo de Facebook creado para rechazar el maltrato a que estaban siendo sometidos los secuestrados y mostrar indignación por la fallida Operación Emmanuel.
El fenómeno de internet surgió a principios de enero de 2008 cuando, gracias a la acogida que tuvo el grupo de Facebook, en menos de 3 días logró a unir a más de 10 000 usuarios. Mientras tanto Oscar Morales, Carlos Andrés Santiago, Rosa Cristina Parra, Álvaro González, Pierre Onzaga, Cristina Lucena y otros jóvenes se organizaron para expresar el rechazo contra los actos de violencia y el terrorismo cometidos por las FARC, como atentados con carro bomba, el reclutamiento de niños, la siembra de minas antipersonales, el desplazamiento forzado, las masacres perpetradas y el secuestro de miles de colombianos y extranjeros por parte de las FARC, que para la época tenían secuestrados a más de 750 civiles y militares desde varios años atrás. Al cabo de pocos días el grupo de Facebook había reunido en torno a 250.000 usuarios apoyando a la causa según fuentes del propio grupo.
Las movilizaciones realizadas el lunes 4 de febrero de 2008 contaban con el apoyo del gobierno colombiano del presidente Álvaro Uribe Vélez, los medios de comunicación,  así como de diferentes personalidades públicas, como la recién liberada Clara Rojas, miembros de la oposición y de algunos voceros de las autodefensas (aunque estas manifestaciones recibieron el rechazo de los organizadores de la marcha).
En la Iglesia del Voto Nacional de Bogotá se reunieron los familiares de varias personas secuestradas por las FARC, quienes decidieron no apoyar la marcha. Los familiares recibieron el respaldo y el apoyo de varias personalidades, entre las que se encontraba el expresidente Ernesto Samper.
La marcha logró convocar a millones de personas en todas las regiones del país y en varios países en el exterior, repitiendo el eslogan "NO MAS FARC". Según los informes de prensa, la marcha del 4 de febrero superó a la marcha organizada por la fundación País Libre en 1996. Algunos expertos creen que ese hecho se debió a que la convocatoria fue realizada por internet, pero en realidad la convocatoria masiva fue realizada por medios tradicionales con mensajes que calaron en una población hipersensibilizada por las noticias de los secuestrados.
Sin embargo, durante la marcha se presentaron roces entre personas que defendían diferentes puntos de vista y los organizadores, como sucedió en París, Francia donde hubo una fuerte discusión entre algunos organizadores y participantes del evento. La discusión surgió alrededor de una pancarta donde se hacía alusión a los crímenes de los paramilitares y otras organizaciones criminales. Los hechos sucedieron en la Place du Châtelet, sitio designado por el alcalde de esa ciudad para el evento. En la Plaza de Bolívar de Bogotá se presentaron conatos de enfrentamiento verbal entre distintos marchantes. Se produjo la quema de pancartas y arengas en contra de las ideas y movimientos defendidos por otros asistentes al evento.
Durante el evento se hizo evidente la fuerte polarización entre las posiciones que abogaban por enviar un mensaje a un solo actor armado y los que consideraban que eso conducía a un sesgo injusto o que la marcha tuvo un trasfondo político de apoyo al gobierno. Estos hechos fueron grabados en video y subidos al portal de videos YouTube por varios de los asistentes a la marcha (Ver en las correspondientes referencias).

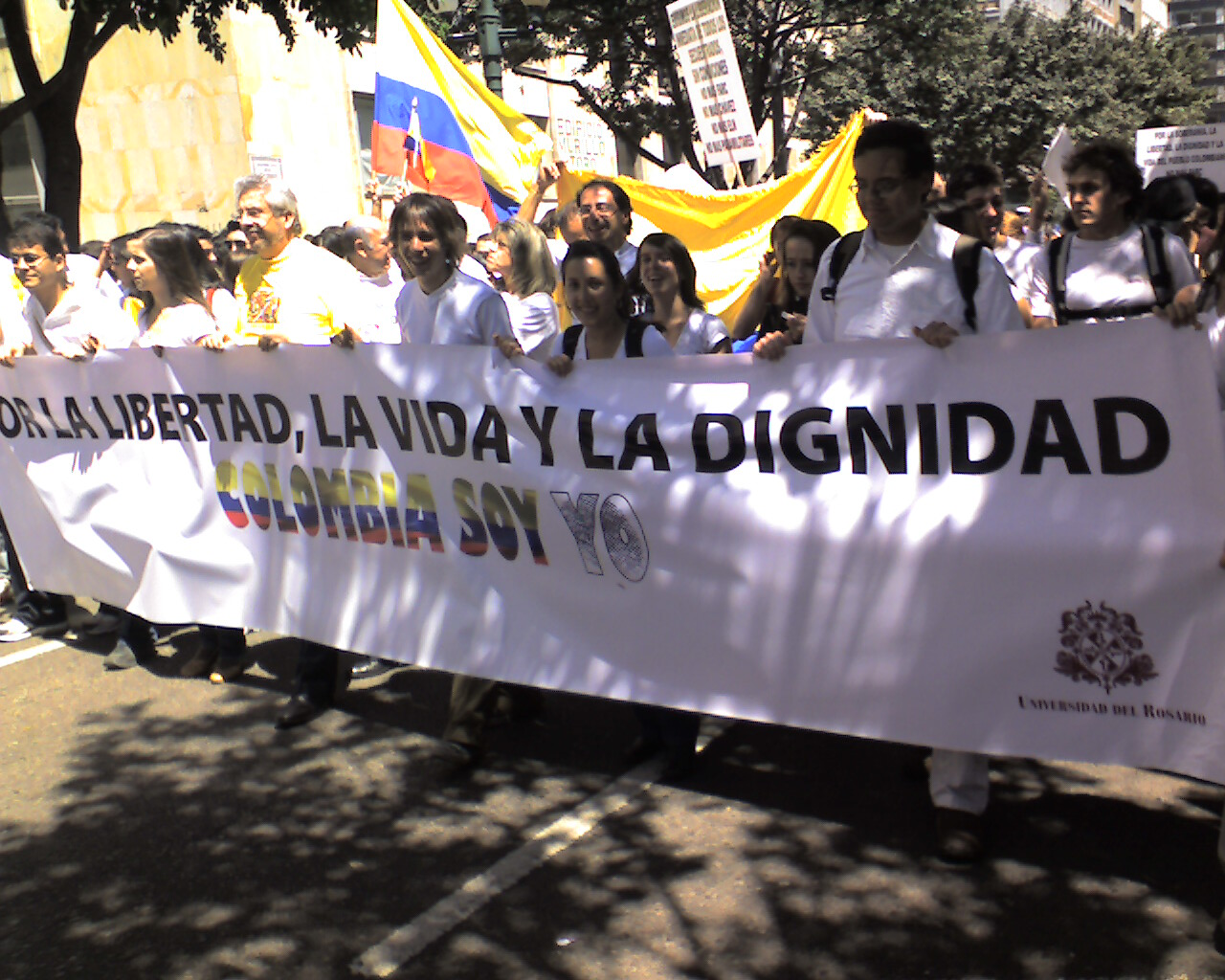
Marchantes en Bogotá.

Según el diario colombiano El Tiempo, la marcha "en contra de las FARC" se llevó a cabo en 193 ciudades de Colombia y del mundo. La convocatoria se extendió a lo largo de todo el país y además fue apoyada en diferentes ciudades del mundo incluidos los cinco continentes, en algunos de ellos fueron apoyadas por el gobierno de Uribe por intermedio de los consulados y embajadas para evitar que las marchas se vieran afectadas por la legislación de cada país.
Las concentraciones internacionales más numerosas se presentaron en ciudades de los Estados Unidos así como en diferentes países europeos como España y Francia, y en algunos países de América Latina. Sin embargo la mayor concentración de personas se dio en Bogotá, donde superó el millón de personas.

## Controversia

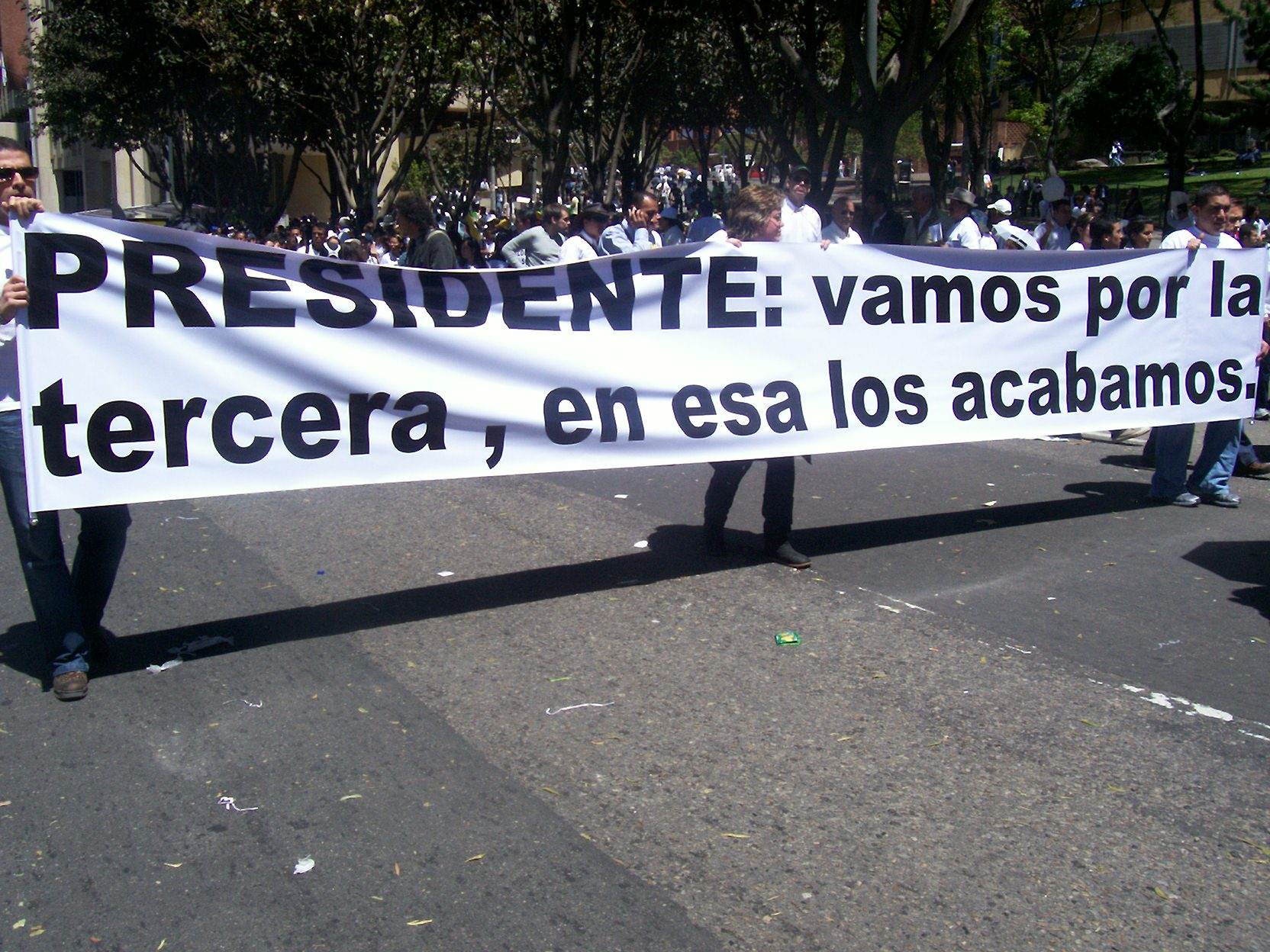
Pancartas en apoyo a la segunda reelección (tercer mandato) del entonces presidente Álvaro Uribe.

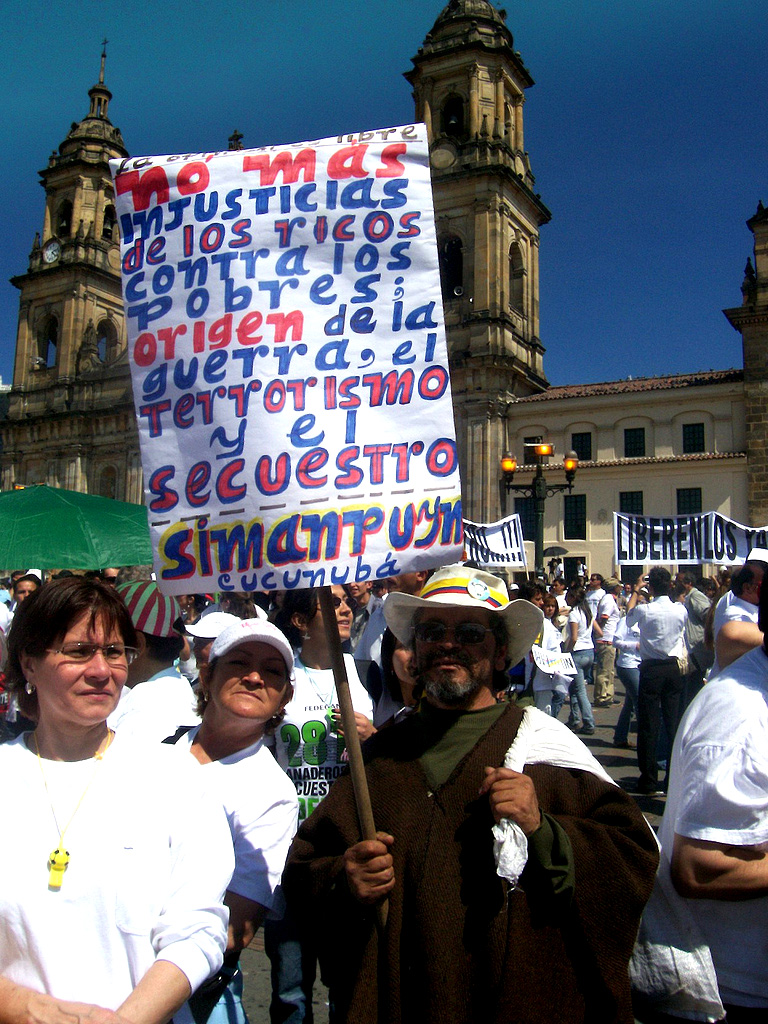
Aspecto de la marcha en Bogotá.

El partido de la oposición, Polo Democrático Alternativo (PDA), realizó una convocatoria de movilización diferente a la marcha, llamando a una concentración en la Plaza de Bolívar, dos horas antes de la movilización inicial, que fue respaldado por diferentes organizaciones sociales y sindicatos y por el alcalde de Bogotá, Samuel Moreno, quien también pertenece al PDA. Dicha concentración se manifestó a favor del acuerdo humanitario y en contra del secuestro y de la guerra. La dirección del partido argumentó que se debían rechazar todas las formas de violencia y no solamente las de las FARC, agregando que la marcha podría ser aprovechada políticamente por el presidente Álvaro Uribe.

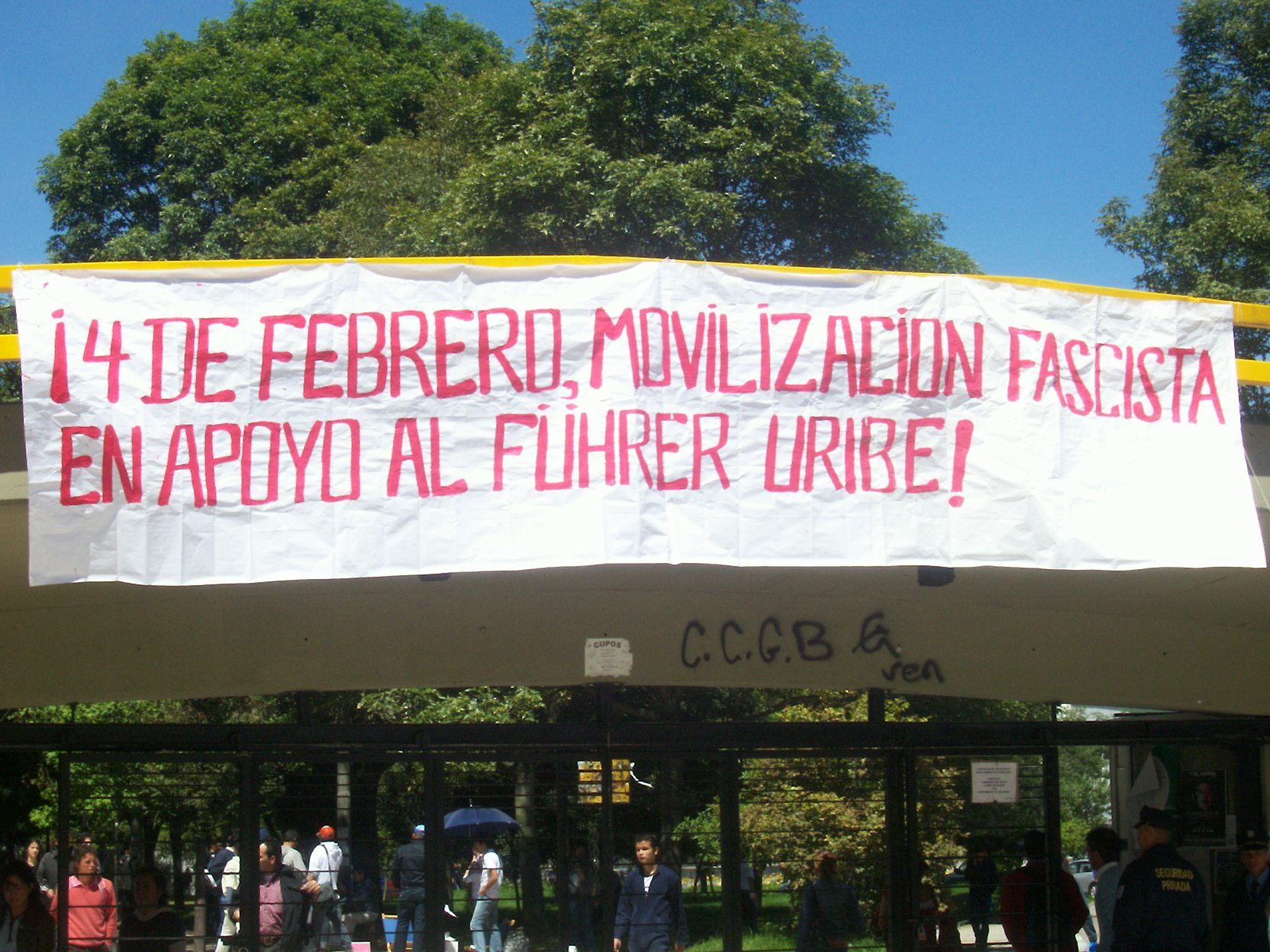
Cartel en contra de la marcha y del presidente Uribe en la Universidad Nacional.

Esta posición causó polémicas y controversias incluso al interior del mismo partido siendo algunos de los más críticos con su propio partido el senador Gustavo Petro y el exalcalde de Bogotá Luis Eduardo Garzón, quien expresó públicamente: 

Yo prefiero ir a pelear con la estatua de Gonzalo Jiménez de Quesada, que con (el senador Jorge Enrique) Robledo. Este señor no reacciona. Me mamé de esas discusiones. En el Polo menospreciaron la marcha. No tuvieron claro que era una marcha donde la sociedad colombiana está condenando a las Farc. Condicionaron la marcha. Y eso no se condicionaba: se está o no se está en la marcha. El Polo no puede tener ambigüedades, porque éticamente, las Farc y el Polo son como el agua y el aceite. Nadie que esté luchando por la democracia puede respaldar el secuestro ni la extorsión, ni la guerra.

Como resultado, algunos de los militantes del PDA manifestaron su inconformismo con la decisión tomada y se adhirieron a las marchas convocadas. En un comunicado de 12 puntos el Polo expuso sus razones para la concentración convocada, enfatizando que condenamos sin vacilación el secuestro y los demás crímenes de guerra y de lesa humanidad cometidos por las Farc, al igual que condenamos con idéntica fuerza a todos los grupos armados al margen de la ley, insurgentes y paramilitares, cuyos delitos atroces, de ser mostrados en imágenes dramáticas como lo han sido los secuestrados de las Farc, recientemente, tendrían que producir en todo el mundo igual sentimiento de repulsión y de condena, a la vez que criticaba varias de las posiciones del gobierno frente al conflicto armado en Colombia. Más tarde el PDA condenaría el apoyo a la marcha que expresaron exjefes paramilitares, hoy sometidos a la justicia, que pertenecieron a la organización armada ilegal de extrema derecha conocida como Autodefensas Unidas de Colombia, en particular Salvatore Mancuso, alias Jorge 40, alias HH y alias Macaco, procesados por su participación en masacres, secuestros y otros crímenes contra la población civil. Dicha adhesión pública a la marcha también fue rechazada por los organizadores de la misma.
Por otro lado, el presidente de la Central Unitaria de Trabajadores de Colombia, Carlos Rodríguez, expresó públicamente que 

El intercambio humanitario se hace necesario, indispensable, nosotros hoy saludamos que las FARC hayan decidido de manera unilateral que regresen tres personas secuestradas nuevamente a sus hogares, y valoramos profundamente la presencia y la contribución del presidente Chávez y la senadora Piedad Córdoba en este proceso.

Días después de la marcha, el Partido de la U, creado alrededor de la figura del presidente Uribe, decidió acoger y promover oficialmente el esfuerzo que ya venía realizando su secretario general Luis Guillermo Giraldo desde finales del 2007 en favor de la recolección de firmas para una enmienda constitucional, con el fin de permitir una segunda reelección del presidente Uribe. Varios analistas políticos y los organizadores de la marcha criticaron esa decisión como un hecho oportunista que pretendía aprovechar la manifestación ciudadana en contra de las FARC para favorecer políticamente los intereses del gobierno y así conseguir respaldo para esa iniciativa.

### Crítica de familiares de secuestrados
Varios familiares de personas secuestradas por las FARC, en particular ex congresistas que tenían la esperanza de que fuesen liberados prontamente (tal cual ocurrió a finales de febrero), criticaron el enfoque dado por los organizadores a las marchas de protesta contra las FARC. Según Ángela de Pérez, esposa del exparlamentario Luis Eladio Pérez, esta convocatoria no fue del todo positiva en el sentido del enfoque que se le dio. Preferían que se marchara por el acuerdo humanitario mas no en contra de las FARC.
Estas personas son familiares de los ex congresistas Gloria Polanco, Eladio Pérez y Orlando Beltrán que esperaban su pronta liberación y respaldaban las acciones realizadas por el presidente de Venezuela, Hugo Chávez y la senadora colombiana Piedad Córdoba. En su opinión, Colombia tiene que abrir espacios de negociación y concertación. Considera además que es la única vía posible, no solamente para la liberación, sino para conseguir los caminos de la paz.
De la misma forma la hermana de Íngrid Betancourt, Astrid Betancourt, criticó la marcha y se opuso a ella, argumentando que era apoyada por los grupos paramilitares y manipulada por el gobierno. Dicha afirmación fue rechazada por los organizadores de la marcha y por varios sectores de la opinión.
Sin embargo, tras su liberación, el excongresista Orlando Beltrán Cuéllar indicó que las FARC no fueron indiferentes a la movilización del 4 de febrero y que eso incidió en su liberación y la de tres de sus compañeros.

### Marcha del 6 de marzo
Después de la multitudinaria manifestación, un grupo de víctimas de los paramilitares liderado por Iván Cepeda Castro, hijo del asesinado senador de la Unión Patriótica Manuel Cepeda Vargas, convocó a una movilización de apoyo a las víctimas de los grupos paramilitares y de los crímenes de Estado para el 6 de marzo de 2008.
El asesor presidencial José Obdulio Gaviria manifestó que no la apoyaría, argumentando que era convocada por las FARC y que los paramilitares son un grupo en proceso de desmovilización, otros críticos a la marcha del 6M que invitaron a no marchar fueron Fernando Londoño Hoyos, Plinio Apuleyo Mendoza y el periodista Rafael Nieto Loaiza, quienes según la Revista Semana defienden posiciones dentro de la derecha política. Antes de dicha declaración, la Agencia de Noticias Nueva Colombia (Anncol), que difunde información de las FARC, había anunciando su respaldo a la nueva convocatoria. Iván Cepeda expresó que su movimiento  rechaza cualquier adhesión de grupos al margen de la ley, y criticó al gobierno por no rechazar el respaldo de los paramilitares a la marcha del 4 de febrero. Los jefes paramilitares desmovilizados, por medio del Movimiento Nacional de Autodefensas Desmovilizadas, dijeron que la marcha del 6 de marzo tenía como objetivo deslegitimar el rechazo contra las FARC.  Sin embargo, el más notorio jefe paramilitar en la cárcel, Salvatore Mancuso, se apartó de esta postura y anunció su respaldo a la marcha en su página web, apoyo que igualmente fue rechazado por los organizadores de la marcha.
El gobierno colombiano no apoyó oficialmente la iniciativa. La marcha se realizó el 6 de marzo de manera mayoritariamente pacífica. Hubo un enfrentamiento entre un reducido grupo agitadores y la policía frente al Congreso colombiano. A la marcha asistieron un número reducido de colombianos y no logró igualar a la del 4 de febrero.

## Acontecimientos posteriores al evento
- A un año de las marchas en el 2008, el senador del Polo Democrático Alternativo, Gustavo Petro dijo que "las liberaciones unilaterales de secuestrados de comienzos de 2009 son resultado de la movilización nacional contra las Farc del 4 de febrero de 2008”.[27]

- Algunos de los organizadores de las marchas han participado en política[28] y en grupos de derecha[29] intentando capitalizar el apoyo obtenido en el evento haciendo alusión a las marchas.

- A raíz de las diferencias en el grupo de  coordinadores de la marcha se crearon cuatro organizaciones: "Fundación Un Millón de Voces", liderada por Oscar Morales y hoy en día presidida por Miguel Andrés Fierro Pinto; la Asociación "Colombia Soy Yo - CSY"[30] que dirige Rosa Cristina Parra junto a Carlos Andrés Santiago; el "Movimiento de Unidad Nacional"[31] liderada por Pierre Onzaga y la Organización "Colombia en mi" que lideran Claudia Cujar en Norteamérica y Angélica Raigoza en Colombia.